# LIN D
LIN D är en svensk kristen popgrupp som består av syskonen Dennis, Emmy och Ella Lindéh. Gruppen kombinerar modern pop- och R&B-produktion med svenska melodier och trosbaserade texter.

## Bakgrund och karriär
LIN D har sin bakgrund i kyrkan och har varit aktiva inom lovsång, turnéliv och musikproduktion sedan unga år. Dennis var som barn ena delen av duon Alice & Dennis och systrarna utgjorde duon Emmy & Ella. Tillsammans har de varit delaktiga i över 300 liveframträdanden i olika länder och medverkat i produktionen av sex album. Dennis ansvarar för produktionen, medan alla tre syskonen skriver gruppens musik.
2023 släppte LIN D singeln "Anything", som nådde förstaplatsen på CMW Rhythmic Chart i USA. Samma år spelade de på huvudscenen under Big Church Festival i Storbritannien och medverkade i direktsänd TV i Polen.
Under 2024 genomförde LIN D sin första turné i USA som en del av Winter Jam – en av de största kristna arenaturnéerna i Nordamerika – där de gjorde 38 spelningar tillsammans med artister som Crowder, Lecrae, Cain och Katy Nichole. Den 30 maj 2025 släppte gruppen singeln "Move". Låten hade i juli 2025 över 1 474 000 strömningar på Spotify.

## Medlemmar
- Dennis Lindéh – producent, sång, låtskrivare
- Emmy Lindéh – sång, låtskrivare
- Ella Lindéh – sång, låtskrivare

## Diskografi

### Singlar (urval)
- 2023 – Anything
- 2023 – Breathe Again
- 2025 – Yahweh (464 000 Spotify-streams i juli 2025)
- 2025 – Move (1 474 000 Spotify-streams i juli 2025)
- 2025 – Move (Remix feat. Hulvey) (släpps 25 juli 2025)
- 2025 – Heartbeat (med Evan & Eris)

## Turnéer och liveframträdanden
LIN D har gjort över 300 liveframträdanden runtom i Europa och Nordamerika. De har spelat på huvudscenen vid Big Church Festival (UK), medverkat i nationell TV i Polen, och i mars 2025 turnerade de i Sverige och Norge med Josiah Queen. Under 2024 deltog de i Winter Jam-turnén i USA med 38 konserter tillsammans med artister som Crowder, Lecrae, Cain och Katy Nichole.

## Mottagande
LIN D:s musik har hyllats av internationell kristen press och medier som CCM Magazine och NewReleaseToday. Svenska tidningen Dagen uppmärksammade gruppens USA-turné i en artikel i mars 2024. Gruppen har också uppträtt live i CCM Café i Nashville.